# Украинизация Польской православной церкви
Движение за украинизацию Польской Автокефальной Православной Церкви — низовое движение, возникшее в Православной церкви в Польше после обретения этим государством независимости. Его главными идеологами были украинские эмигранты, которые поселились в Польше после неудачных попыток создания независимой Украины, а массовую базу составляли украинцы, которые жили в межвоенной Польше, преимущественно на Волыни, и исповедовали православие. Главными требованиями этого движения были отход Церкви от русской литургической традиции, распространение украинского языка в православной литургии и обеспечения украинским клириками представительства в епископате Церкви.
Эти требования были реализованы лишь частично из-за сопротивления иерархов, в частности потому, что все епископы ПАПЦ непосредственно после её образования были по происхождению русскими, связанными с русской церковной традицией. Наибольшее влияние на деятельность Церкви в этом направлении украинцы имели во времени второй мировой войны, когда сложное положение митрополита Варшавского Дионисия (Валединского) заставило его пойти на существенные уступки. Но по окончании войны, в изменившейся геополитической ситуации Польши и Польской православной церкви, движение фактически пришло в упадок.

## Формирование движения
Польская Автокефальная Православная Церковь во время своего отделения от Московского Патриархата имела иерархию, которая состояла исключительно из епископов российского происхождения. Они, несмотря на лояльность польской власти, стремились сохранить русский характер своей Церкви. Православная пресса в начале 20-х годов утверждала, что введение в Церкви элементов украинской или белорусской традиции будет равносильно отступлению от древних догматов, лучше всего до сих пор сохранившихся в русской традиции. В оппозиции к такой позиции иерархов от начала существования ПАПЦ до II мировой войны было движение за украинизацию Церкви, которое опирался на факт, что украинцы составляли большинство верующих этой Церкви. По данным переписи населения 1931 года среди православных в Польше было 1,5 млн украинцев, 900 тысяч белорусов, 600 тысяч поляков, 125 тысяч русских и 700 тысяч людей, которые называли себя «здешние». Православные украинцы доминировали в Волынском и Люблинском воеводствах. Януш Жарновский утверждает, что из числа 600 тысяч поляков около 50000 следует признать украинцами, которые скрыли в переписи свою настоящую национальность.
Украинские православные деятели были самыми ярыми критиками правовой основы деятельности Польской православной Церкви — документ под названием «Временные предписания по поводу отношения правительства к Православной Церкви в Польше». Так же как российские и белорусские деятели, они считали этот документ формальным признанием постоянного вмешательства государства в дела Церкви. Добивались скорейшего созыва собора ПАПЦ, который мог бы ввести изменения в структуре Церкви. Украинские деятели стали в оппозиции как к государственной власти и её политики в отношении православия, так и к иерархии ПАПЦ, которая состояла в подавляющем количестве из этнических русских. Их главными центрами были Владимир-Волынский и Брест, а кроме того духовная семинария в Кременце и церковное братство в Луцке.

## Концепция украинской национальной Церкви

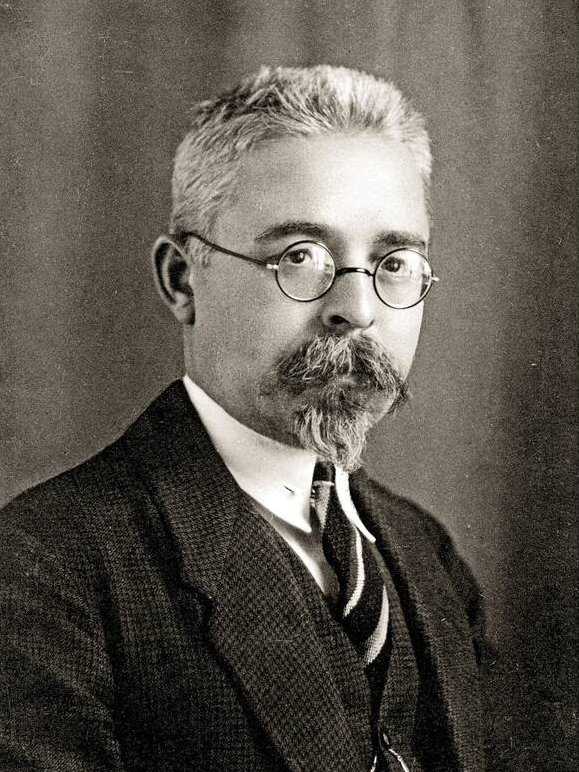
Иван Огиенко в 1926 году

Активность украинцев в лоне православной Церкви была связана с развитием их национального сознания. Значение конфессиональной принадлежности подчеркивали также идеологи только нарождавшегося украинского национализма, которые — в зависимости от местности — считали православную или греко-католическую Церковь потенциальным государствообразующим фактором. Реже раздавались голоса, которые призывали к объединению украинцев в единой Церкви. Национальные деятели православного вероисповедания считали отделение ПАПЦ шансом для превращения православной Церкви в подобную национальную институцию, которой была Украинская греко-католическая Церковь для украинцев с Галичины. Обязательным для реализации этих планов они считали проведение реформ во внутренней структуре Церкви, желая прежде всего увеличить роль мирян в её деятельности.
Главными создателями концепции Церкви, основанной на украинской традиции, были деятели движения за независимость, которые переехали из Приднепровья, в частности Александр Лотоцкий, Иван Огиенко, Дмитрий Дорошенко. Они утверждали, что восточные Церкви по своей природе базируются на национальном делении, а поэтому возникновение новой украинской Церкви является естественным процессом. Также они утверждали, что средневековая Киевская митрополия была украинской структурой, которая была уничтожена через русификаторскую деятельность русских царей. Придание украинского характера Церкви на польских землях толковалось как возвращение к первоначальному состоянию вещей. Этот тезис возникал в соответствии с их историографической традицией, по которой существовала непрерывная преемственность между традицией Киевской Руси и Украины. Например Александр Лотоцкий подавал такую периодизацию истории украинской Церкви: 1) Период от принятия христианства до монгольского нашествия (988—1237); 2) До разделения киевской митрополии (1237—1410); 3) Отдельность «украинской Церкви» (1415—1686); 3) Присоединение украинской Церкви к российской, сопротивление русификации (1686—1800); 4) Период доминирования русской Церкви (1800—1915); 5) Период после падения царизма.
Авторы концепции о существовании украинской Церкви утверждали, что, несмотря на специфику своей истории, — это была Церковь аналогичная по структуре к традиционно признанных Церквей (Сербской, Русской, Румынской и т. д.), которая имела специфические местные традиции и собственные наработки в области церковного права. Говорилось также, что неправильно трактовать русскую Церковь как материнскую для украинской. В частности Иван Огиенко доказывал, что украинский язык уже в XVII—XVIII веке была на территории киевской митрополии распространена не меньше, чем церковнославянский, причём преобладала в проповедях. Его упадок считал следствием русификации. Особенностью «украинской Церкви» называлась также большая роль соборов, в которых принимали участие наравне духовенство и миряне, а также выборность иерархии. В этом случае также причиной уничтожения этой традиции считалась русская деятельность. Огиенко также утверждал, что в отличие от русской Церкви, в украинской традиции не существовало близкой связь между светской и церковной властью, зато важной традицией было спорадическое привлечение мирян к делам Церкви через церковные братства.
Как указывает историк Мирослава Папежинская-Турек, концепции украинских самостийницких деятелей в некоторых пунктах были основаны на слабых исторических аргументах. Однако их авторы скорее сконцентрированы на вовлечении своих современников в борьбе за украинизацию Церкви, чем на представление полных историографических аргументов. Изредка они также ссылались на попытки создания самостоятельной украинской Церкви, которые были после 1917 года.

## Движение за украинизацию Польской православной церкви

### Начало движения
Первым попыткой требований реформ Польской автокефальной православной Церкви в украинском духе считается съезд духовенства и мирян Волынской епархии, который имел состоялся 3-11 ноября 1921 года. Кроме протеста против ревиндикации церковной собственности, съезд добивался постепенного внедрения украинского языка в литургическую практику, а для начала — внедрение украинского произношения церковнославянского языка вместо общераспространённого русского. На съезде присутствовал епископ Дионисий (Валединский), который обратился потом к митрополиту Георгию (Ярошевскому) с просьбой рассмотреть последнее требование. Православные епископы надеялись, что таким образом сделают невозможным миссионерскую деятельность греко-католической церкви на Волыни. Из этих соображений митрополит 16 июня 1922 года выразил согласие, однако на ограниченном уровне: украинский язык должен использоваться только в заинтересованных в этом приходах на Волыни. 3 сентября того же года это соглашение было расширено. Использование украинского языка по прямой просьбе прихожан, с согласия соответствующего епископа, должно быть возможно на всей территории юрисдикции ПАПЦ, с употреблением переводов литургий, сделанных ещё в 1918 году Иваном Огиенко. То же самое касалось произнесения проповедей и организации при приходах занятий по религии (воскресных школ) на украинском языке. В том же году Церковь созвала специальную комиссию, которая должна подготовить новый перевод Библии и литургических книг на украинский язык. Однако в 1925 году она действовала очень медленно, не имея значительной поддержки от руководства ПАПЦ.
Отдельным требованием украинских идеологов был отказ митрополита варшавского Дионисия (Влединского) от исполнения обязанностей местоблюстителя Волынской епархии и передача её в руки епископа-украинца. Было высказано предложение о разделении Волынской епархии на Владимиро-Луцкую и Кременецко-Острожскую так, чтобы обе кафедры возглавили украинцы. В 1926 году письмо по этому вопросу было проигнорирован митрополитом, что побудило сторонником украинизации отказаться от попыток разделения епархии. Однако в их публикациях постоянно повторялась тема назначении на Волынскую кафедру иерарха-украинца.

### Развитие движения под конец 1920-х годов
В 1927 году, несмотря на запрет со стороны митрополита, состоялся Украинский православный церковный съезд, который возглавил Иван Власовский. В нём приняли участие 500 делегатов с Волыни — священников и мирян, которые отождествляли себя с украинским течением в Польской православной церкви. Организаторы пригласили 200 гостей без права голоса с Подляшья, Полесья и Холмщины. Съезд принял следующие решения:
- направить просьбу к Священному Синоду ПАПЦ о постановке трёх новых епископов украинской национальности;
- устранить из литургической жизни Церкви обычаи русского происхождения, которые прижились в период разделов Польши;
- разрешить повсеместное использование украинского языка в литургии по просьбе прихожан;
- созвать Церковный комитет во главе с Арсением Ричинским, который должен был координировать дальнейшую деятельность украинцев в ПАПЦ и выдавать как свой печатный орган журнал «Рідна Церква»[22].

Организаторы съезда проводили широкую агитационную деятельность, преимущественно путём публикации и распространения открыток с этими требованиями и отчётливым антироссийским направлением. Однако уже в июне 1927 года официальный, организованный Священным Синодом съезд духовенства и верующих Волынской епархии отнёсся к ним отрицательно. До начала открытого конфликта однако не дошло, поскольку украинское движение решило не выступать против церковной иерархии в ситуации, когда Католическая церковь подала ряд исков против Польской православной церкви, требуя передачи нескольких сотен храмов. Выражением улаживания взаимных разностей внутри Польской автокефальной православной церкви было назначение Арсения Ричинского членом Митрополичьего совета. Кроме того митрополит Дионисий (Валединский) возобновил разрешение на употребление украинского языка в тех приходах, которые выразили такое желание. Традиционное требование рукоположение епископа-украинца так и не было реализована, а потому повторялась в публикациях украинского церковного комитета. На должность епископа Волынского и его епископа-помощника предлагали архимандритов Антония (Марценко) и Поликарпа (Сикорского). Однако митрополит Варшавский отверг обе эти кандидатуры. Более того, в декабре 1928 году Арсений Ричинский был исключён из Митрополичьего Совета, а затем отлучён от Церкви за неповиновение иерархам. Это решение, объявленное на соборе в Луцке, вызвала огромное возмущение в украинской среде. Как протест, часть из них отправила жалобу Патриарху Константинопольскому, призывая его вмешаться и отдать митрополита Дионисия под суд епископов. Были также попытки выйти из-под юрисдикции ПАПЦ на пользу Русской православной церкви. Но конфликта опять удалось избежать. Украинцы надеялись на быстрый созыв обещанного уже несколько лет собора, на котором могли бы представить свои требования, в согласии с каноническим правом. 22 марта 1930 года Ричинского приняли обратно в Церковь.

### Украинизация церковной жизни на Волыни в 1930-е годы

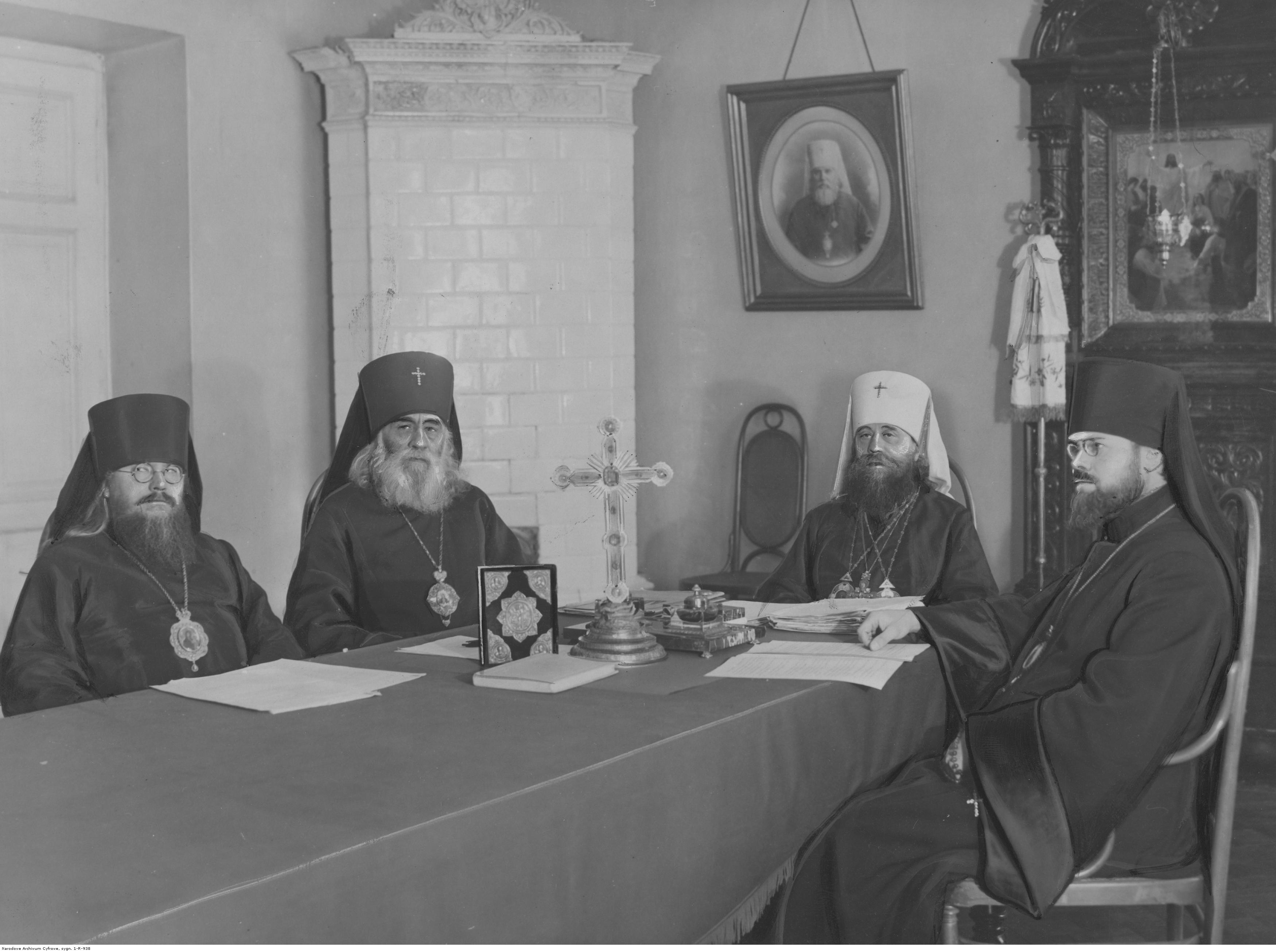
Рабочая встреча Синода Епископов ПАПЦ. Первый слева — сторонник украинского движения архиепископ Алексий (Громадский). Третий слева — митрополит Дионисий.

Благодаря поддержке волынским воеводой Генриком Юзевским локальных инициатив по украинизации отдельных приходов, в 1930 году в Волынской епархии действовало 49 украиноязычных храмов. В других епархиях таких приходы не появились.
Конфликт между иерархией Польской церкви и украинскими кругами проявился снова, когда ситуация в ПАПЦ казалась стабильной, однако с другой стороны стало ясно, что ожидаемый собор в ближайшее время не состоится. В связи с этим объявленные ранее требования стали выдвигаться снова, в более радикальной форме. Митрополита Дионисия украинская пресса обвиняла в «великорусском шовинизме». Острейшим выражением отсутствия поддержки иерарха была демонстрация, организованная Церковным Комитетом 10 сентября 1933 года перед Почаевской лаврой во время празднования десятилетия исполнения митрополитом Дионисием обязанностей местоблюстителя Волынской епархии. Несколько тысяч украинцев требовали устранения из православной иерархии этически русских епископов, неблагосклонных к украинскому национальному движению. Митрополит, который решился ответить на представленные обвинения только за месяц на страницах «Виленского Курьера», имел за собой лишь поддержку Синода Епископов и части духовенства. В этой статье он уверенно отказывал украинцам в любых дальнейших уступках. Такое серьёзное обострение ситуации в Польской православной церкви обеспокоило государственную власть, которая потребовала от митрополита Дионисия успокоения настроений и призвание на Волынскую кафедру епископа украинской национальности. Содействие со стороны власти было для движения исключительной ситуацией. Обычно польские правительства считали, что поддержка украинского движения за его влияния в Церквях противоречит государственным интересам.
Митрополит Дионисий пошёл на уступки украинским националистам, и 15 апреля 1934 года назначил на Волынскую кафедру архиепископа Алексия (Громадского), а секретарём Духовной консистории — известного своими националистическими настроениями Ивана Власовского. Ранее, в 1932 году, викарием Волынской епархии стал епископ Поликарп (Сикорский). Такие назначения были восприняты украинским движением очень позитивно.
В короткие сроки архиепископ Алексий провёл значительные кадровые изменения, наиболее упорные священники-русофилы были переведены в другие епархии Польши. В январе 1935 года на епархиальном собрании Волынской епархии было постановлено: «а) проповеди произносить на живом украинском языке, б) обучение Закону Божию в школах вести также на украинском языке, в) украинизацию богослужений проводить на основании предыдущих решений Священного Синода и указов митрополита Дионисия, г) вести среди населения миссионерскую деятельность и катехизацию на родном языке, д) во внутреннем управлении Духовной консисторией и на местах использовать украинский язык». Кроме того, было принято решение об издании на украинском языке епархиального церковного вестника «Церква і нарід».
В тридцатых годах наблюдалось также оживление деятельности комиссии, которая занималась переводом литургических текстов на украинский язык. 8 февраля 1936 года издательство Варшавской митрополии опубликовало проработанный им текст Литургии Иоанна Златоуста и богослужения панихиды.
В итоге, в конце 1937 года по отчётам благочинных: «а) в 124 церквях богослужение совершалось исключительно на украинском языке, б) в 40 — поочерёдно, в) в 126 — только иногда, г) в 99 — богослужения совершались на церковнославянском языке, но чтение Священного Писания, молитв „Отче наш“ и „Символа веры“ — на украинском, д) в 26 — на церковнославянском языке с украинским произношением». Таким образом, из 687 храмов епархии так или иначе украинский язык употребляли в 415.

## Вторая мировая война

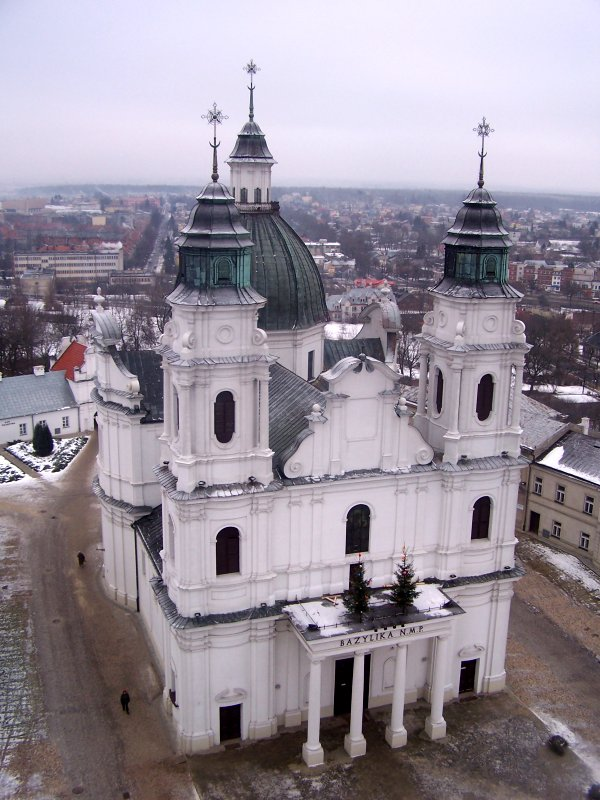
Собор Рождества Пресвятой Богородицы в Холме. Его передача православным в мае 1940 году стала символом успехов движения за украинизацию православной Церкви в Польше во время II мировой войны

После нападения нацистской Германии на Польшу 27 ноября 1939 года нацистская власть устранила митрополита Дионисия от управления ПАПЦ и посадила под домашний арест в Отвоцк. Местоблюстителем митрополита варшавского и всей Польши стал митрополит Берлинский и Германский Русской православной церкви заграницей Серафим (Ляде). Министерство иностранных дел и внешнеполитическая служба НСДАП полагали, что нельзя допускать объединения всего православного населения на оккупированных территориях (особенно к востоку от Германии) в единую наднациональную церковную структуру, считая наиболее выгодным поддерживать стремление местных национальных общин к самостоятельности, способствуя тем самым раздроблению православия на враждующие группировки. Было признано целесообразным сохранить автокефалию Польской православной церкви, однако придать ей не русский, а украинский характер. Митрополит Серафим обязывался всячески поддерживать украинизацию церковной жизни в Польше. Митрополит Серафим таким образом благосклонно отнёсся к украинскому движению в Церкви, аргументирую это тем, что украинцы составляли большинство его верных, но в то же время его принадлежность к РПЦЗ, которая отождествляла себя с русским национализмом, порождала нерасположение к нему со стороны лидеров украинского движения. Поэтому деятели Церковного комитета пытались убедить заключённого митрополита Дионисия поддержать стремление украинцев к автокефалии, а также объявить о восстановлении им своей власти в Церкви. Митрополит согласился тогда на поставление в будущем двух епископов украинской национальности и предоставление украинскому языку статуса официального языка ПАПЦ. 23 сентября 1940 года, во время аудиенции у Ганса Франка, митрополит Дионисий подписал декларацию лояльности, за что ему было позволено вернуться на кафедру главы Польской православной церкви.
Неделей позже Собор епископов Автокефальной православной церкви в Генерал-губернаторстве, который состоял из митрополита Дионисия и епископа Тимофея (Шрёттера), утвердил следующие решения, согласованные с украинцами: создание Краковско-Лемковской и Холмско-Подляшской епархии наряду с Варшавской, которые возглавили деятели украинского национального движения, приняли монашеский постриг. Это были Иван Огиенко, который принял монашеское имя Иларион и Пётр Видибида-Руденко, с тех пор известный как Палладий. Эти епископы практически определяли деятельность Собора епископов, не допуская в частности к епископской хиротонии архимандрита Феофана (Протасевича), который не был украинцем. Также они обеспечили то, что вся церковная литература, которая издавалась в Варшаве, была украиноязычной. Особые успехи в распространении украинского языка среди православных епископы добились в Холмско-Подляшской и Варшавской епархиях. В первой из них деятельность епископа Илариона вписывалась в более широкую украинизаторкую деятельность.
Сам митрополит Дионисий, по мнению Антона Мироновича, был тогда убеждён в несомненности победы III Рейха над Польшей и скором распаде СССР. Предусматривал полную украинизацию Православной Церкви в новых политических условиях, поэтому сам подключился к ней — проводил богослужения в Соборе святой Марии Магдалины в Варшаве на украинском языке и на нём же издавал церковную прессу. Также стремился, вопреки предостережениям и запретам нацистской власти, превратить Автокефальную Церковь в Генеральной Губернии на в Украинскую автокефальную православную церковь, что отражало бы её национальную структуру. Другую точку зрения относительно позиции митрополита в этот период представляет Казимир Урбан. По его мнению Дионисий согласился на открытие в Варшаве прихода с украинским литургическим языком и предоставил ей митрополичий собор, но сам служил исключительно в нижней святыни, церковнославянском или русском языке.
Весной 1944 года украинские епископы Церкви в Генеральной Губернии подали предложение об изменении его названия на Украинскую автокефальную православную церковь, но это предложение было отклонено из-за враждебного отношения немецких оккупационных властей. Это было последнее заседание Собора епископов в сформированном во время войны составе. Наступление Красной армии заставил Илариона (Огиенко) и Палладия (Видыбиду-Руденко) выехать в Словакию, а потом (после короткого возвращения в Закопане) — эмигрировать в Австрию. Когда советские войска заняли также и Вену, оба иерархи переехали в Швейцарию.

## Дальнейшая история
После ухода немецких войск из Польши и постепенного вхождения польского государства в сферу интересов Советского Союза проект масштабной украинизации церковной жизни в Польше канул в Лету, а украинское автокефальное движение после полностью переместилось в эмиграцию.